# Longueau
 Longueau  es una población y comuna francesa, en la región de Picardía, departamento de Somme, en el distrito de Amiens y cantón de Amiens 4e (Est).

## Demografía
| 5,316 | 5,485 | 5,598 | 5,309 | 4,940 | 5,210 | 5,188 |
| Para los censos de 1962 a 1999 la población legal corresponde a la población sin duplicidades (Fuente: INSEE [Consultar]) |       |       |       |       |       |       |